# Bibbia Poliglotta Complutense

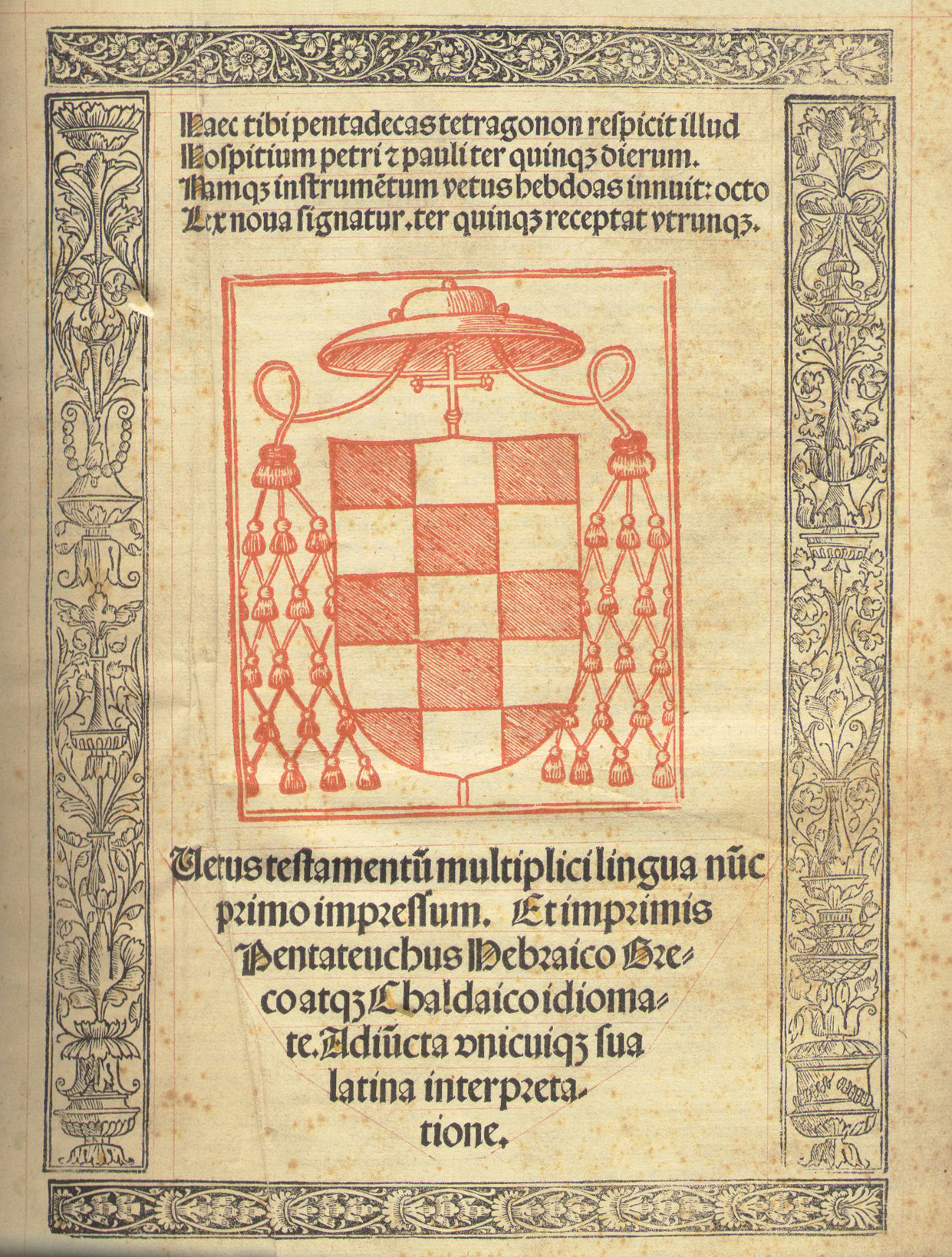
La prima pagina originale della Bibbia Poliglotta Complutense, raffigurante lo stemma cardinalizio di Cisneros, finanziatore dell'opera.

La Bibbia Poliglotta Complutense è la prima edizione stampata multilingue dell'intera Bibbia, iniziata e finanziata dal cardinale castigliano Francisco Jiménez de Cisneros, arcivescovo di Toledo e primate di Spagna. L'opera, interamente dedicata a papa Leone X, contiene la prima edizione del Nuovo Testamento in greco, la Septuaginta e il Targum Onkelos (testo in aramaico del Pentateuco). Delle 600 copie totali pubblicate, ce ne sono pervenute soltanto 123.

## Storia
L'invenzione della stampa a caratteri mobili da parte del tedesco Johann Gutenberg negli anni cinquanta del XV secolo creò l'occasione per incrementare la pubblicazione delle Sacre Scritture. Con grandi spese personali, il cardinal de Cisneros acquistò molti manoscritti e invitò i maggiori teologi dell'epoca a lavorare sull'ambizioso progetto di compilare un'enorme e completa Bibbia multilingue per «far rinascere lo studio decaduto delle Sacre Scritture». Gli studiosi si incontrarono ad Alcalá de Henares (in latino Complutum, da cui l'aggettivo "Complutense") nell'università fondata dallo stesso Cisneros. I lavori ebbero inizio nell'anno 1502 sotto la direzione di Diego Lopez de Zúñiga, e si sarebbero protratti per oltre 15 anni. Fra gli altri, tre studiosi ebrei convertiti parteciparono a quest'opera. Il biblista Mariano Revilla Rico osservò: «Dei tre ebrei convertiti che parteciparono all'opera del cardinale Francisco Jiménez de Cisneros, il più celebre è Alfonso di Zamora, grammatico, filosofo e talmudista, oltre che studioso di latino, greco, ebraico e aramaico».
Il Nuovo Testamento fu terminato e stampato nel 1514, tuttavia la sua pubblicazione fu posticipata mentre ancora si lavorava all'edizione dell'Antico Testamento, poiché era intenzione del gruppo di studiosi pubblicare entrambe le parti insieme come un'unica opera. Nel frattempo le dicerie riguardo al lavoro sulla Bibbia Complutense giunsero alle orecchie di Erasmo da Rotterdam, che pubblicò la sua personale edizione stampata del Nuovo Testamento in greco. Erasmo ottenne un privilegio di pubblicazione esclusiva di quattro anni dall'Imperatore Massimiliano I d'Asburgo e da papa Leone X nel 1516. L'Antico Testamento Complutense fu terminato nel 1517. A causa del privilegio concesso ad Erasmo, la pubblicazione della Complutense fu ritardata fino a quando papa Leone X l'approvò nel 1520. Si crede tuttavia che non sia stata ampiamente diffusa fino al 1522. Il cardinal Cisneros morì nel novembre del 1517, soltanto cinque mesi prima della fine del lavoro sulla Bibbia, di cui non poté vedere l'edizione definitiva.

## Contenuti

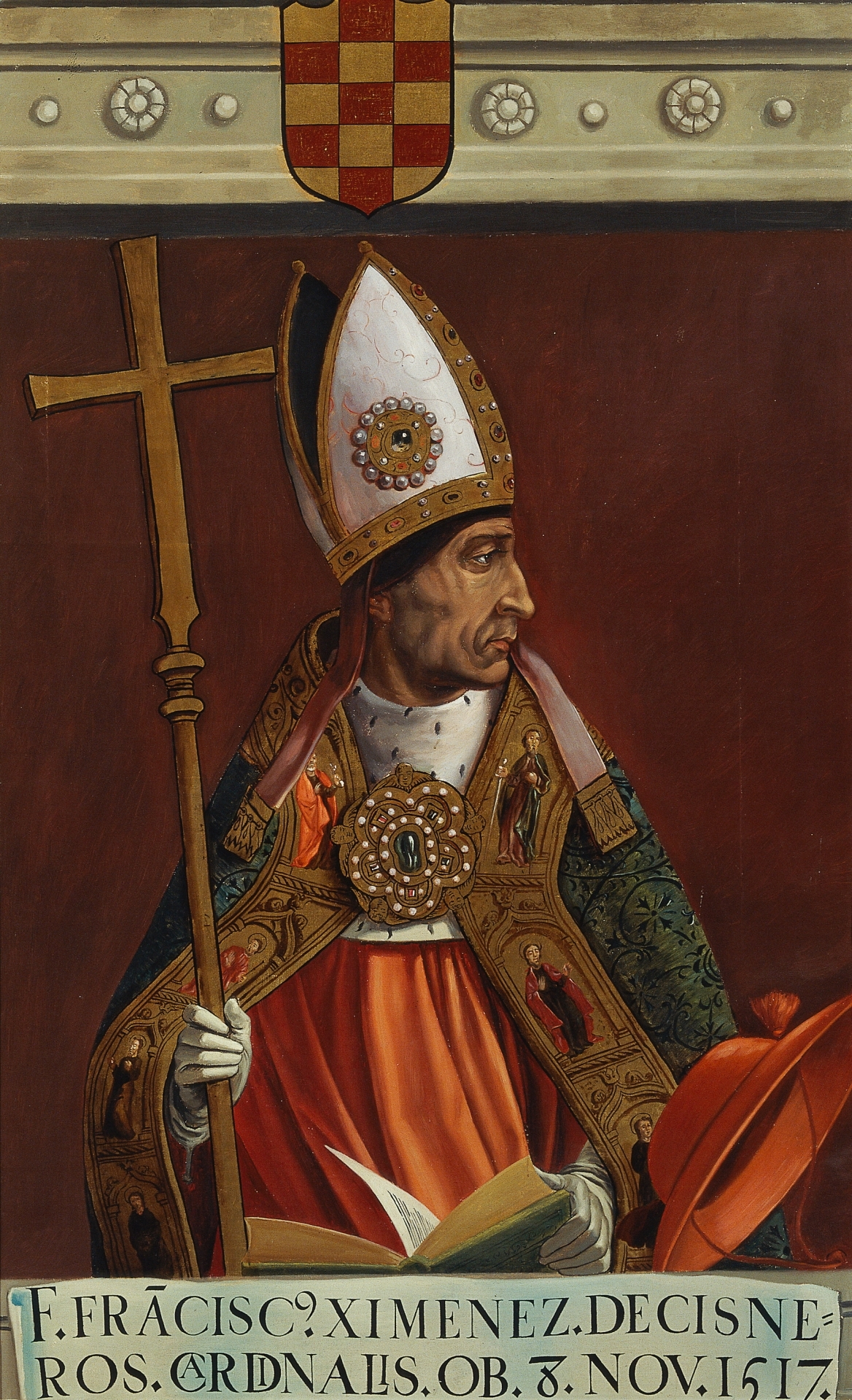
Francisco Jiménez de Cisneros, ideatore e finanziatore dell'opera

La Bibbia Poliglotta Complutense fu edita in sei volumi. I primi quattro contengono l'Antico Testamento; ogni pagina è divisa in tre colonne di testo verticali e parallele: in ebraico la esterna, la Vulgata latina nel mezzo e la Septuaginta greca in quella più interna. In ciascuna pagina del Pentateuco, è stato aggiunto il testo in aramaico (il Targum Onkelos) e la sua traduzione in latino nella parte inferiore della pagina. Il quinto volume, contenente il Nuovo Testamento, consiste in colonne parallele in greco, e la Vulgata in latino. Il sesto volume contiene diversi dizionari in ebraico, aramaico e greco, oltre ad appendici e ad ausilii allo studio.
La versione di san Girolamo dell'Antico Testamento è stata posta tra le versioni greca ed ebraica, cosicché la sinagoga e la Chiesa d'Oriente - come è spiegato nella prefazione - stiano come i due ladroni crocifissi alla sinistra e alla destra di Cristo (rappresentato appunto dalla Vulgata latina, simbolo della Chiesa cattolica).
Un facsimile a grandezza naturale fu stampato a Valencia tra il 1984 e il 1987. È stato riprodotto prendendo come base per i testi della Bibbia (volumi 1-5) la copia conservata alla Compagnia di Gesù a Roma; per la preparazione del raro volume sesto, è stata invece utilizzata la copia conservata alla biblioteca dell'Università di Madrid.
Lo stile di carattere dell'alfabeto greco creato per la Complutense ad opera di Arnaldo Gullen de Brocar, è stata sempre considerata da tipografi quale Robert Proctor come l'apice dello sviluppo tipografico della prima edizione, dopo la quale i manoscritti di Aldo Manuzio su questa basati avranno il monopolio del mercato per i successivi due secoli.
In un libro sulla stampa in greco nel XV secolo, Robert Proctor afferma: " Alla Spagna va il merito
di aver prodotto come suo primo carattere tipografico greco quello che senza dubbio è il più bel carattere greco mai inciso "

## Struttura particolareggiata dell'opera
(Giudizio sulla Poliglotta Complutense)

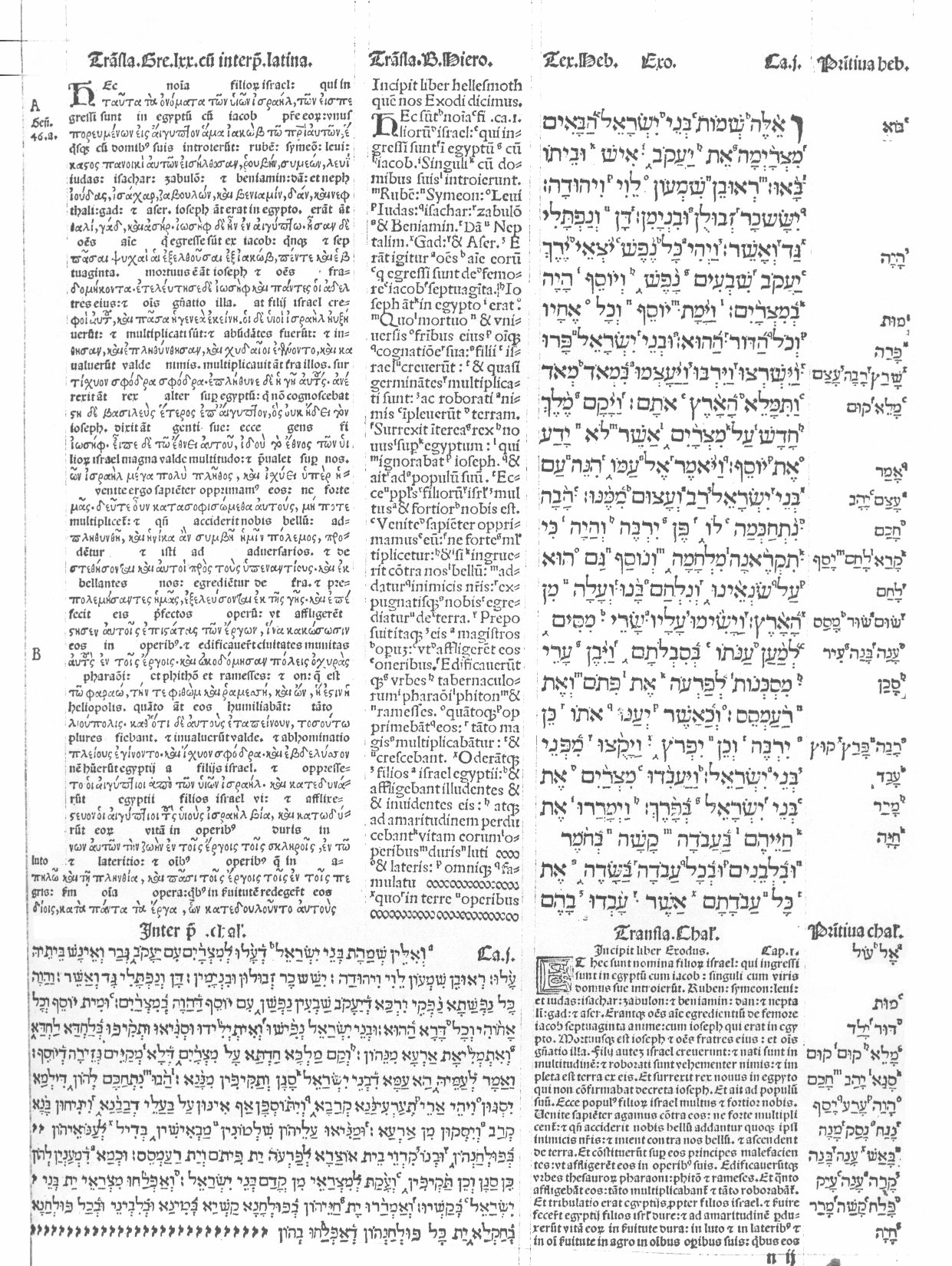
La struttura originale della Bibbia Poliglotta Complutense (pagina tratta dall'Antico Testamento)

Nei quattro volumi che contenevano le Scritture Ebraiche il testo della Vulgata era al centro della pagina, il testo ebraico sulla colonna esterna, e quello greco accompagnato da una traduzione latina interlineare sulla colonna interna. A margine erano riportate le radici di molti termini ebraici. In calce ad ogni libro del Pentateuco, inoltre, erano riportati il Targum Onkelos (versione aramaica del Pentateuco) con una traduzione latina.

Il quinto volume della Poliglotta conteneva le Scritture Greche o Nuovo Testamento. Il testo era predisposto su due colonne, una conteneva il testo greco, l'altra quello latino della Vulgata. Si poteva stabilire la corrispondenza fra i due testi mediante piccole lettere che rinviavano il lettore alla parola equivalente nell'altra colonna. Questo testo greco della Poliglotta fu in assoluto la prima raccolta completa del Nuovo Testamento e solo dopo fece seguito l'edizione compilata da Erasmo da Rotterdam. Il quinto volume fu scrupolosamente così controllato che sfuggirono su migliaia di parole, solo 50 errori di stampa. A motivo di questa accuratezza, critici moderni ritengono la Poliglotta superiore al testo preparato da Erasmo. I caratteri della Poliglotta, inoltre erano di una eleganza che non avevano nulla a che invidiare alla bellezza degli antichi manoscritti onciali.
Il sesto volume della Poliglotta conteneva vari ausilii per lo studio della Bibbia. In tale volume era contenuto un dizionario ebraico e aramaico, una interpretazione dei nomi greci, ebraici ed aramaici, una grammatica ebraica e un indice latino per il dizionario.
La Poliglotta non incluse però una traduzione in spagnolo. Anche se Ximenes si proponeva con questa traduzione della Bibbia «di risvegliare lo studio ormai sopito delle Scritture» non sembra avesse intenzione di rendere tale Traduzione disponibile a tutti. Il suo pensiero era questo: «La parola di Dio deve essere racchiusa in cauti misteri fuori della portata del volgo».
Riteneva inoltre che: «le Scritture dovessero essere limitate alle tre lingue antiche che Dio consentì venissero incise sull'iscrizione sopra la testa di suo Figlio crocifisso».